# Задача о покрытии полосками
Задача о покрытии полосками — классическая задача комбинаторной геометрии.
В простейшем случае звучит так:
Доказать, что круг диаметра {\displaystyle d} нельзя покрыть полосками с общей шириной меньше {\displaystyle d}.
Задача о покрытии полосками известна как пример задачи, в которой при решении удобно перейти к рассмотрению высших размерностей.

## О доказательстве
В трёхмерном варианте задачи вместо полосок берутся области между параллельными плоскостями. Решение этого варианта задачи легко следует из того, что площадь боковой поверхности шарового слоя зависит только от его высоты.
В частности, сферу нельзя покрыть слоями с общей толщиной, меньшей диаметра сферы, а значит, нельзя и шар.
Из этого наблюдения немедленно следует двумерный случай.
Это решение было предложено Гуго Штейнгаузом.

## Вариации и обобщения
- В 1932 году Тарский выдвинул гипотезу, что если выпуклую фигуру можно покрыть полосками с общей шириной 1, то её можно покрыть одной полоской ширины 1. Утвердительный ответ получен Тёгером Бангом в 1951 году.[1]

- Следующий вариант задачи про относительную ширину полосок был предложен Бангом:

Предположим, выпуклое тело {\displaystyle K} покрыто конечным числом полосок с ширинами {\displaystyle w_{1},\dots ,w_{n}}, и {\displaystyle v_{1},\dots ,v_{n}} есть ширины {\displaystyle K} в соответствующих направлениях. Доказать, что
{\displaystyle {\frac {w_{1}}{v_{1}}}+\dots +{\frac {w_{n}}{v_{n}}}\geq 1.}